# Bukit Payabili
Bukit Payabili är en kulle i Indonesien.   Den ligger i provinsen Aceh, i den västra delen av landet, 1 600 km nordväst om huvudstaden Jakarta. Toppen på Bukit Payabili är 72 meter över havet.
Terrängen runt Bukit Payabili är huvudsakligen platt, men åt sydväst är den kuperad.Runt Bukit Payabili är det ganska tätbefolkat, med 86 invånare per kvadratkilometer. Närmaste större samhälle är Langsa, 10,9 km sydost om Bukit Payabili. I omgivningarna runt Bukit Payabili växer i huvudsak städsegrön lövskog.